# NGC 6034
NGC 6034 é uma galáxia elíptica (E) localizada na direcção da constelação de Hercules. Possui uma declinação de +17° 11' 55" e uma ascensão recta de 16 horas, 03 minutos e 32,0 segundos.
A galáxia NGC 6034 foi descoberta em 19 de Junho de 1886 por Lewis A. Swift.